# Amyema dilatipes
Amyema dilatipes är en tvåhjärtbladig växtart som beskrevs av Bryan Alwyn Barlow. Amyema dilatipes ingår i släktet Amyema och familjen Loranthaceae. Inga underarter finns listade i Catalogue of Life.